# Ammophila nasalis
Ammophila nasalis là một loài côn trùng cánh màng trong họ Sphecidae, thuộc chi Ammophila. Loài này được Provancher miêu tả khoa học đầu tiên năm 1895.